# Blurry
Blurry — песня рок-группы Puddle of Mudd. Она была выпущена 30 октября 2001 года как второй сингл с дебютного студийного альбома Come Clean.

## О песне
Вокалист Puddle of Mudd Уэс Скантлин написал песню о своём желании быть хорошим отцом и проводить время со своим сыном Джорданом. Песня «Blurry» разозлила мать Джордана, когда она впервые её услышала. Она и Скантлин расстались. По словам Скантлина, «Blurry» способствовала обсуждению нерешенных вопросов в рамках их брака и улучшило их отношения.

### Композиция
Песня написана в тональности Ми-бемоль минор с умеренно медленным темпом 78 ударов в минуту. Песня следует за последовательностью аккордов C ♭ –D ♭ –E ♭ m, а вокал в песне варьируется от C ♭ 4 до C ♭ 7.

## Видеоклип
Видеоклип показывает Скантлина с его сыном Джорданом, и параллельно показывает группу, играющую в гараже. В конце мужчина и женщина (предположительно, мать и отчим Джордана) уезжают с Джорданом, который сидит на заднем сиденье машины, а Уэс печально смотрит. Видеоклип был снят вокалистом группы Limp Bizkit Фредом Дёрстом.

## Коммерческое исполнение
«Blurry» — самая успешная песня Puddle of Mudd, которая занимает первое место в чартах Billboard Hot Mainstream Rock Tracks и Hot Modern Rock Tracks в течение 10 и 9 недель соответственно. Вскоре это привело к успеху сингла в мейнстриме, достигнув пятой позиции в Billboard Hot 100 Airplay и Billboard Hot 100 и 3-го места в чарте Pop Songs. Эта песня также является самым продаваемым в США синглом группы с объёмом продаж 753 000 экземпляров по состоянию на 2010 год. Кроме того, авторы песни Уэс Скантлин, Дуг Ардито и Джимми Аллен выиграли ASCAP (The American Society of Composers, Authors and Publishers (с англ. — «Американское общество композиторов, авторов и издателей») «Песня года» и «Популярная песня года». Песня «Blurry» также выиграла две награды Billboard Awards в 2002 году за современный рок-трек года и рок-трек года. Он также получил награду Kerrang! за лучший сингл. «Blurry» достигла 8-го места в UK Singles Chart после его выпуска в июне 2002 года, став самым высоким показателем группы в Великобритании.

## Список композиций
Промосингл
| №  | Название                                            | Длительность |
| -- | --------------------------------------------------- | ------------ |
| 1. | «Blurry (радио-версия)» (Скантлин)                  | 4:20         |
| 2. | «Blurry (альбомная версия)»                         | 5:06         |
| 3. | «Blurry (видеоклип)» (срежиссирован Фредом Дёрстом) | 4:17         |

Изменённый сингл
| №  | Название                                            | Длительность |
| -- | --------------------------------------------------- | ------------ |
| 1. | «Blurry (альбомная версия)»                         | 5:06         |
| 2. | «All I Ask For» (Скантлин, с альбома Abrasive)      | 4:55         |
| 3. | «Nobody Told Me (альбомная версия)» (Скантлин)      | 5:23         |
| 4. | «Blurry (видеоклип)» (срежиссирован Фредом Дёрстом) | 4:17         |

## Использование в СМИ
- Эта песня использовалась в качестве заглавной темы для видеоигры Ace Combat 5: The Unsung War.
- Эта песня была использована в трейлере к фильму 2003 года Одиночка[8].
- 21 июня 2011 года эта песня была выпущена в качестве загружаемого контента для музыкальной игры Rock Band 3[англ.][9].
- Песня использовалась в американском телешоу «Втайне от родителей» в финале сериала.

## Почести
| Издатель  | Страна | Премия                                                  | Год  | Место |
| --------- | ------ | ------------------------------------------------------- | ---- | ----- |
| AOL Radio | США    | «Лучшие альтернативные песни десятилетия — 2000-е годы» | 2009 | 3     |

## Чарты и сертификации
| Чарт (2001–2002)                     | Высшая позиция |
| ------------------------------------ | -------------- |
| Австралия (ARIA)                     | 52             |
| Франция (SNEP)                       | 74             |
| Германия (GfK)                       | 44             |
| Ирландия (IRMA)                      | 18             |
| Италия (FIMI)                        | 37             |
| Нидерланды (Single Top 100)          | 98             |
| Новая Зеландия (Recorded Music NZ)   | 9              |
| Шотландия (OCC Scotland)             | 7              |
| Швейцария (Schweizer Hitparade)      | 72             |
| Великобритания (OCC UK Singles)      | 8              |
| Великобритания (OCC UK Indie)        | 12             |
| Великобритания (OCC UK Rock & Metal) | 1              |
| США (Billboard Hot 100)              | 5              |
| США (Billboard Adult Pop Airplay)    | 6              |
| США (Billboard Alternative Airplay)  | 1              |
| США (Billboard Mainstream Rock)      | 1              |
| США (Billboard Pop Airplay)          | 3              |

| Чарт (2002)                          | Позиция |
| ------------------------------------ | ------- |
| UK Singles (Official Charts Company) | 136     |
| US Billboard Hot 100                 | 10      |
| US Billboard Mainstream Rock Tracks  | 1       |
| US Billboard Modern Rock Tracks      | 1       |

| Регион                                                                      | Сертификация | Продажи |
| --------------------------------------------------------------------------- | ------------ | ------- |
| Великобритания (BPI)                                                        | Золотой      | 400 000 |
| Данные о продажах + прослушиваниях приведены только на основе сертификации. |              |         |